# Джонсон, Дэйзи (писатель)
Дэйзи Джонсон (англ. Daisy Johnson; род. 1990, Пейнтон, Девон) — британская писательница, автор романов и рассказов. В 2018 году её дебютный роман «В самой глубине» вошёл в шорт-лист Букеровской премии, вместе с Элеонорой Кэттон она стала самым молодым номинантом в истории премии. С 2014 года за свои рассказы она получила три премии.

## Биография
Джонсон родилась в Пейнтоне, графство Девон, в 1990 году, выросла в окрестностях Саффрон-Уолдена, Эссекс. Получила степень бакалавра по английскому языку и творческому письму в Ланкастерском университете, а затем получила степень магистра по творческому письму в Сомервильском колледже, Оксфорд, где она также работала в книжном магазине Blackwell’s. Во время учёбы в Оксфорде она получила премию AM Heath 2014 г. за художественную литературу, работая над своим первым сборником рассказов, её рассказы публиковались в журналах The Warwick Review и Boston Review. Вскоре после этого она получила премию журнала Harper’s Bazaar за рассказ «What The House Remembers».
В 2015 году заключила договор с издательством Jonathan Cape на выпуск двух книг — сборника рассказов и романа. Сборник рассказов под названием «Fen» был опубликован в 2017 году. Действие сборника происходит в английских болотах и основано на воспоминаниях о местах, где Джонсон выросла. Сборник состоит из нескольких связанных между собой рассказов, посвященных жизни женщин в маленьком городке. Джонсон описывает сборник как лиминальный и мифический. В 2017 году сборник получил премию Edge Hill Short Story Prize.
В 2018 г. Джонсон написала свой дебютный роман «В самой глубине». В центре романа — взаимоотношения Гретель, лексикографа, и её матери, действие происходит в сельской Британии. Гретель растет в лодке на канале вместе со своей матерью, и они придумывают язык, которым пользуются между собой. Когда Гретель исполнилось шестнадцать лет, мать покидает её, и роман начинается шестнадцать лет спустя с телефонного звонка. Джонсон работала над романом около четырех лет, начав его одновременно со сборником рассказов, чтобы поставить перед собой задачу написать что-то более длинное. Она написала по меньшей мере пять черновиков книги (по её словам, основой послужило изучение греческого мифа о царе Эдипе), несколько раз меняла персонажей и обстановку, и некоторое время роман назывался «Eggtooth».
В настоящее время Джонсон проживает в Оксфорде. Среди её любимых писателей — Стивен Кинг, Иви Уайлд, Хелен Ойуйеми и Джон Бернсайд. Среди её любимых поэтов — Робин Робертсон и Шерон Олдс. Если бы она не стала успешным писателем, Джонсон предполагает, что стала бы пастухом.

## Произведения
- Fen: Stories (2017), (сборник рассказов)
- Everything Under (2018)
- Sisters (August 2020), (экранизирован в 2024 году под названием September Says)